# البارون إمبان
 البارون إمبان، إدوارد لويس جوزيف إمبان  - (بالفرنسية: Édouard Louis Joseph Empain, Baron Empain)‏ (20 سبتمبر 1852 - 22 يوليو 1929).
مهندس ومؤسس مشاريع ومالي وصناعي بلجيكي ثري بالإضافة إلى أنه عاشق للآثار المصرية. بدأ العمل مع أخوه البارون فرانسوا إمبان Baron François Empain وعدد آخر من أفراد أسرته وحققوا نجاحات كبيرة وثروات هائلة في مجال عملهم في إنشاء المشاريع وخاصة مشاريع مد خطوط السكك الحديدية والترام أو المترو وكذلك الإنشاءات. حصل على لقب بارون عام 1907 وتوفي في بلجيكا ودفن في مصر أسفل كنيسة البازليك الموجودة حالياً في مصر الجديدة. وكانت وفاة البارون بمرض السرطان. قام بإنشاء ضاحية مصر الجديدة قصر البارون وانتهى العمل به عام 1911.

## بدايته
بدأ عمله رسامًا هندسيًّا في شركة للتعدين وهي سوسيتيه ميتالورجيك (Société métallurgique) وفي عام 1878 دخل في صناعة إنشاءات السكك الحديدية حينما لاحظ أن السكك الحديدية والمواصلات في الريف بشكل عام ليست على المستوى المطلوب - في ذلك الوقت.
وبعد النجاح في بلجيكا بخط سكك حديدية (Liege-Jemeppe)، قامت شركاته بتطوير خطوط سكك حديدية في فرنسا وبالتحديد مترو باريس
حصل على لقب بارون في عام 1907 من ملك بلجيكا ليوبولد الثاني لقاء مجهوداته في تمويل مستعمرات المملكة البلجيكية.:197
وبسبب تلك المشروعات شعر بأنه يعتمد أكثر من اللازم على البنوك والمصارف الخارجية لإتمام مشاريعه الصناعية، فقام في عام 1881 بتأسيس مصرفه الخاص لتمويل مشاريعه، والذي أصبح فيما بعد البنك الصناعي البلجيكي ("Banque Industrielle Belge").
وخلال عقد التسعينات بعد عام 1890 توسعت شركته في إنشاء خطوط الترام في العديد من العواصم الأوروبية وغيرها منها أوروبا وروسيا والصين والكونغو البلجيكية - مستعمرة في ذلك الوقت - والقاهرة. كما قامت شركته بإنشاء العديد من شركات الكهرباء لإمداد الطاقة اللازمة لخطوط الترام التي كان ينشئها في مختلف العواصم.

## في مصر
وصل البارون إمبان إلى مصر في يناير 1904 بنية إنقاذ أحد مشروعات شركته وهو إنشاء خط سكة حديدية يربط بين المنصورة والمطرية (مدينة على شاطئ بحيرة المنزلة - بورسعيد)، وعلى الرغم من فقدان المشروع في ذلك التنافس، والذي قام به البريطانيون بدلاً من شركته، إلا أنه ظل في مصر ولم يرحل منها. وهناك قول في سبب استمراره في مصر إلا هو حبه لسيدة وهي Yvette Boghdadli إيفيت بغدالدي بينما تشير المصادر العربية إلى أن حبه لمصر هو سبب بقائه.

### شركة مصر الجديدة
وفي عام 1906 أسس شركته Heliopolis Oasis Company (شركة واحة هليبوبوليس) والتي قامت بشراء مساحة كبيرة من الصحراء من الحكومة الاستعمارية البريطانية في ذلك الوقت - في منطقة مصر الجديدة الحالية - مساحتها 25 كلم مربع في شمال غرب القاهرة - (ويقال على بعض المواقع العربية أنه أشترى الفدان الواحد بجنيه مصري وهو مبلغ كبير في ذلك الوقت). وبدأ بين عامي 1906 - 1907 في بناء ضاحية مصر الجديدة التي أرادها أن تكون قاهرة جديدة راقية وهي كذلك بالفعل، حيث كان بها جميع مرافق البنية التحتية اللازمة من كهرباء ومياة وصرف صحي وفنادق مثل فندق هليوبوليس بالاس، بالإضافة إلى ملاعب الجولف ومضامير سباق الخيول والمنتجعات الراقية. وكانت هناك مساكن راقية للإيجار مصممة على تصاميم معمارية مبتكرة في ذلك الوقت - لا زال الكثير منها باقياً إلى الآن وتشكل تراثاً معمارياً في حد ذاتها.

## قصر البارون

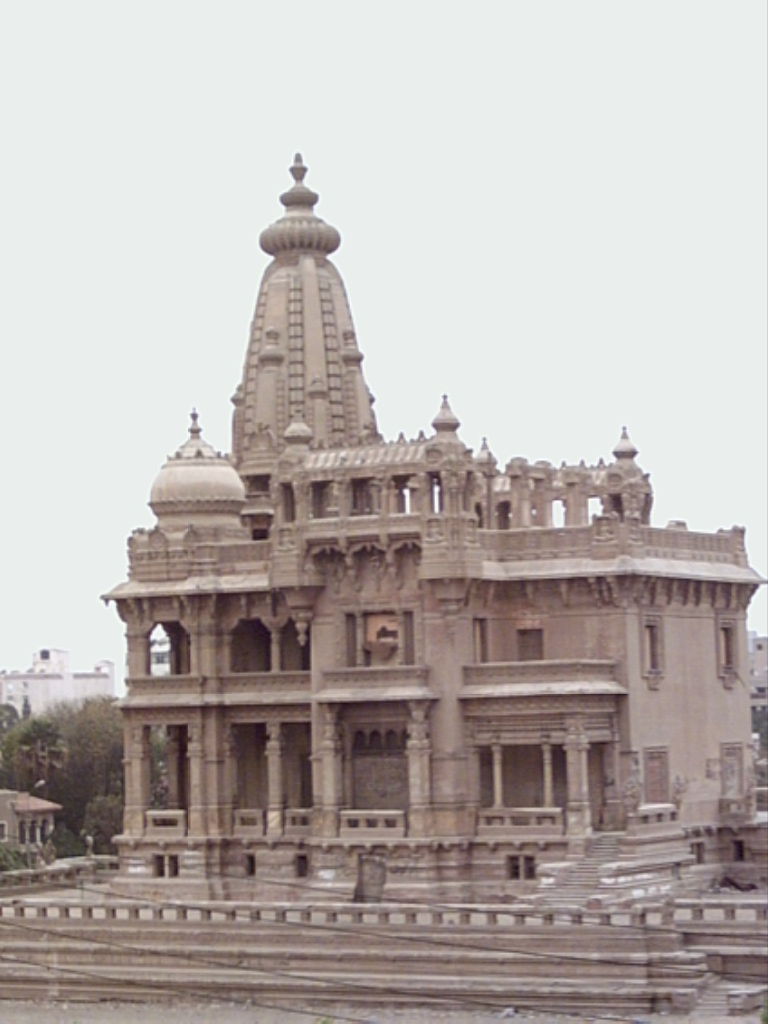
قصر البارون إمبان بمصر الجديدة

لعل أشهر آثار البارون أمبان في مصر والتي يعرفها الزائرون هو قصر البارون الذي استلهمه من معبد أنكور وات في كمبوديا  ومعابد أوريسا الهندوسية. صممه المعماري الفرنسي Alexandre Marcel ألكساندر مارسيل (1860 - 1928) وزخرفه Georges-Louis Claude جورج لويس كلود (1879 - 1963) واكتمل البناء عام 1911. وفي سبتمبر من عام 2016، كشفت الأبحاث الأكاديمية الموثقة، التي أجراها أحد المؤرخين المصريين المتخصصين في الفنون والتراث، عن نتائج على درجةٍ بالغة الأهمية؛ أسفرت عن تحديد الأصول الفنية والمتحفية لعدد من أهم منحوتات القصر ، وأدت إلى توثيق مرجعياتها العالمية، وكذلك إلى تحديد هوية بعض نماذجها المفقودة حالياً . وقد أُعلِن هذا الكشف في مطلع العام 2017، من خلال محاضرة متخصصة ، استضافها بيت المعمار المصري، تحت رعاية الجهاز القومي للتنسيق الحضاري، وهو ما رُصِد في أهم وسائل الإعلام المصرية  
انظر المقال الأصلي : قصر البارون إمبان

## وفاته
توفي بمرض السرطان في مدينة Woluwe ببلجيكا في 22 يوليو 1929 ودفن أسفل كنيسة البازليك بمصر الجديدة بالقاهرة، مصر والتي كان يربطها بقصره نفق تحت الأرض.